# Cyrille Lemahieu
Cyrille Achille Lemahieu (Brielen, 19 januari 1868 - Ieper, 5 maart 1939) was een Belgisch senator.

## Levensloop
Lemahieu werd gemeenteraadslid van Ieper in 1904 en schepen in 1927.
Op 18 oktober 1932 werd hij katholiek senator voor het arrondissement Kortrijk-Ieper, in opvolging van de overleden Gustave Bruneel de la Warande. Op 27 november van hetzelfde jaar volgden wetgevende verkiezingen en werd hij niet meer verkozen.
Hij was lid van de kerkfabriek van de Sint-Jacobskerk in Ieper.